# Emiliano Otegui Piedra
Emiliano Otegui Piedra (1954, Madrid) és un director de producció i productor executiu espanyol conegut per pel·lícules com El Amor Brujo (1986) o Tesis (1996). Ha treballat amb directors de cinema reconeguts com a Alejandro Amenábar, José Luis Cuerda o Carlos Saura.

## Trajectòria
Va començar els seus estudis superiors en la Universitat Complutense de Madrid, on va estudiar una llicenciatura en Ciències de la Informació, Imatge i So entre 1974 i 1980. El 1984 comença la seva carrera com a director de producció en pel·lícules i sèries de televisió.
Des de 1995 fins a 2011 va treballar en Las Producciones del Escorpión com a director de producció i productor executiu en pel·lícules reconegudes del panorama espanyol. En 2008 va treballar a MOD Producciones també com a director de producció. Des de 2002 i fins a l'actualitat es troba en Estudios Organizativos y Proyectos Cinematográficos, S.L. com a director general.
A més, ha format part en l'equip de producció de la Gala dels Premis Goya des de 2014 fins al dia d'avui en diferents àmbits, com a productor executiu i director de producció.

## Vida personal
Es nebot d'Emiliano Piedra, productor i distribuïdor cinematogràfic espanyol que va estar casat amb l'actriu Emma Penella. Oncle i nebot van treballar en projectes com La Regenta (1995)..

## Filmografia[2]
| Projecte                          | Any  | Càrrec                                     |
| --------------------------------- | ---- | ------------------------------------------ |
| El amor brujo                     | 1986 | Director de producció                      |
| El bosque animado                 | 1987 | Director de producció                      |
| Berlín Blues                      | 1988 | Director de producció                      |
| El Quijote de Miguel de Cervantes | 1991 | Director de producció                      |
| Ciénaga                           | 1993 | Productor executiu                         |
| La Regenta                        | 1995 | Director de producció                      |
| Tesis                             | 1995 | Productor executiu i director de producció |
| Abre los ojos                     | 1997 | Productor executiu                         |
| La lengua de las mariposas        | 1999 | Director de producció                      |
| Los otros                         | 2001 | Director de producció                      |
| Mar adentro                       | 2004 | Director de producció                      |
| Los girasoles ciegos              | 2008 | Productor executiu                         |

## Guardons
Emiliano Otegui es troba en el segon lloc de la llista de directors de producció més guardonats dels Premis Goya amb tres estatuetes, ja que comparteix amb la també directora de producció Esther García.
- III edició - 1988 - Berlín Blues (NOMINAT)
- XI edició - 1996 - Tesis (GUANYADOR)
- XIII edició - 1998 - Abre los ojos (NOMINAT)
- XIV edició - 1999 - La lengua de las mariposas (NOMINAT)
- XVI edició - 2001 – Los otros (GUANYADOR)
- XIX edició - 2004 - Mar adentro (GUANYADOR)
- XXIII edició - 2008 - Los girasoles ciegos (NOMINAT)